# Perfumista

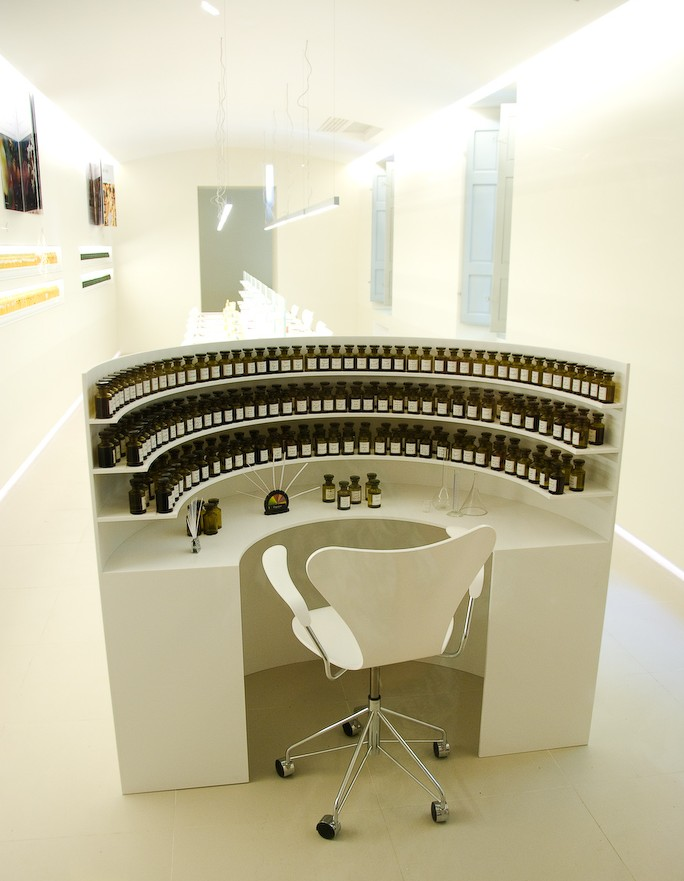
Una maqueta de un órgano de perfumes (carece de una báscula). El órgano es el lugar donde tradicionalmente un perfumista trabaja en la composición de varios perfumes, sin embargo, el pesaje y mezcla de las muestras de perfume ahora se hace principalmente por técnicos en empresas especializadas.

Un perfumista es un término usado para un experto en la creación de composiciones de perfumes, a veces conocidos cariñosamente como la Nariz (en francés: le nez) debido a su fino sentido del olfato y habilidad en la producción de composiciones olfativas. El perfumista es, efectivamente, un artista que está entrenado en profundidad en los conceptos de la estética de la fragancia y que es capaz de transmitir conceptos abstractos y estados de ánimo con composiciones de fragancias. En el nivel más rudimentario, un perfumista debe tener un profundo conocimiento de una gran variedad de ingredientes de fragancias y sus olores, y ser capaz de distinguir cada uno de los ingredientes de la fragancia ya sea de manera individual o en combinación con otras fragancias. Así, deben saber cómo cada ingrediente se revela a sí mismo a través del tiempo con el resto de ingredientes. El trabajo del perfumista es muy similar a la de un flavorist, que componen los olores y sabores para muchos productos alimenticios comerciales. La práctica de elaborar perfumes ha despertado recientemente el interés académico entre las principales agencias de financiación de la investigación.

## Lista de perfumistas notables
- Henri Alméras
- Nicolas de Barry
- Ernest Beaux
- Calice Becker
- Jean Carles
- Jacques Cavallier
- Germaine Cellier
- François Coty
- Stephen Dowthwaite
- Jean-Claude Ellena
- André Fraysse
- Olivia Giacobetti
- Sophia Grojsman
- Kilian Hennessy
- Jean Kerléo
- Karyn Khoury
- Francis Kurkdjian
- Christophe Laudamiel
- Serge Lutens
- Norina Matchabelli
- Annick Ménardo
- Ramon Monegal
- Alberto Morillas
- Patricia de Nicolaï
- Jimmy Boyd
- Jacques Polge
- Henri Robert
- Maurice Roucel
- Asghar Adam Ali
- Edmond Roudnitska
- Christopher Sheldrake
- Killian Wells[4]